# La Romieu
La Romieu är en kommun i departementet Gers i regionen Occitanien i sydvästra Frankrike. Kommunen ligger i kantonen Condom som tillhör arrondissementet Condom. År 2022 hade La Romieu 547 invånare.

## Befolkningsutveckling
Antalet invånare i kommunen La Romieu
Referens:INSEE